# Galaxias prognathus
Galaxias prognathus är en fiskart som beskrevs av Stokell, 1940. Galaxias prognathus ingår i släktet Galaxias och familjen Galaxiidae. Inga underarter finns listade i Catalogue of Life.